# Roses (album)
Roses – szósty studyjny album irlandzkiego zespołu The Cranberries. Pierwotnie miał ukazać się w 2004 roku. Album uzyskał w Polsce status złotej płyty. Album zajął 37. miejsce na brytyjskiej liście sprzedaży UK Albums Chart. Wszystkie teksty zostały napisane przez Dolores O’Riordan. Kompozycje są autorstwa O’Riordan i Noela Hogana, z wyjątkiem utworów 2, 7, 8 i 10, które są autorstwa O’Riordan.

## Lista utworów
1. „Conduct” – 5:10
2. „Tomorrow” – 3:56
3. „Fire & Soul” – 4:31
4. „Raining In My Heart” – 3:26
5. „Losing My Mind” – 3:40
6. „Schizophrenic Playboys” – 3:41
7. „Waiting In Walthamstow” – 4:20
8. „Show Me” – 3:26
9. „Astral Projections” – 4:45
10. „So Good” – 3:53
11. „Roses” – 3:43

## Twórcy
- Dolores O’Riordan – śpiew
- Noel Hogan – gitara, instrumenty klawiszowe
- Mike Hogan – gitara basowa
- Fergal Lawler – perkusja, instrumenty perkusyjne

gościnnie
- Stephen Street – gitara akustyczna, tamburyn, instrumenty klawiszowe
- Kevin Hearn – akordeon
- Duke Quartet:
  - Louisa Fuller – skrzypce
  - Rick Koster – skrzypce
  - John Metcalfe – altówka
  - Sophie Harris – wiolonczela